# UNITER 2000-2001
Ediția a X-a a Premiilor UNITER a avut loc în aprilie 2001 la Teatrul Național din București.
Juriul de selecție a fost format din Florica Ichim, Doina Modola și Constantin Paraschivescu, iar juriul final, care desemnează câștigătorii, a fost alcătuit din Sanda Manu, Ștefania Cenean, Cristina Modreanu, Alexandru Darie și Mircea Rusu.

## Nominalizări și câștigători
Câștigătorii apar cu litere aldine și italice.

### Premiul pentru cel mai bun spectacol
- „Saragosa 66 de zile” de Alexandru Dabija, după Jan Potocki, regia Alexandru Dabija, Teatrul Odeon și SMART
- „O scrisoare pierdută” de I.L.Caragiale, regia Alexandru Tocilescu, Teatrul Național I.L.Caragiale
- „Mizantropul” de Moliere, regia Tomba Gábor, Teatrul Maghiar de Stat din Cluj-Napoca

### Premiul pentru cea mai bună regie
- Felix Alexa, pentru spectacolul „Nunta lui Krecinski“ de Suhovo-Kobilin, (Teatrul Național I.L.Caragiale)
- Claudiu Goga, pentru spectacolele „Portret de criminal“ de S. Mrozek și „Cerere de căsătorie“ de A.P.Cehov (Teatrul Sica Alexandrescu din Brașov).
- Anca Bradu , pentru spectacolul „Deșteptarea primăverii“ de Frank Wedekind (Teatrul Național din Târgu Mureș și Compania Tompa Miklós)

### Cea mai bună scenografie
- Dragoș Buhagiar și Irina Solomon, pentru spectacolul „Saragosa 66 de zile“ de Alexandru Dabija după Jan Potocki (Teatrul Odeon și SMART) și cadrul scenografic la Festivalul Humorror Teatrul Odeon
- Helmut Stürmer și Lia Mantoc , pentru spectacolul „Așa este (dacă vi se pare) “ de Luigi Pirandello (Teatrul Național Craiova)[1]
- Sever Frentiu și Anca Pâslaru, pentru spectacolul „O scrisoare pierdută“ de I.L.Caragiale (Teatrul Național I.L.Caragiale)

### Cel mai bun actor în rol principal
- Ștefan Iordache , pentru rolul titular din spectacolul „Barrymore“ de Wiliam Luce (Teatrul Național I.L.Caragiale)
- Marcel Iureș pentru rolul titular din spectacolul „Hamlet“ de W. Shakespeare (Teatrul L.S.Bulandra)
- Valentin Uritescu, pentru rolul Raspuev din spectacolul „Nunta lui Krecinski“ de Suhovo-Kobilin (Teatrul Național I.L.Caragiale)

### Cea mai bună actriță în rol principal
- Mihaela Arsenescu Werner, pentru rolurile Ogudalova din spectacolul „Fata fără zestre“ de A.N.Ostrovski și Eliza din spectacolul Pelicanul de A. Strindberg (Teatrul Național Vasile Alecsandri din Iași)
- Magda Mugur, pentru rolul Doamna Ponza din spectacolul „Așa este (dacă vi se pare) “ de Luigi Pirandello (Teatrul Național Craiova)
- Oana Pellea , pentru rolul Catarina din spectacolul „Îmblânzirea scorpiei“ de William Shakespeare (Teatrul L.S.Bulandra)

### Premiul pentru teatru radiofonic
- „59 de minute de așteptare“  de Charles Charras, regia Ion Vova
- Dialog fantanscit după „Cugetările sărmanului Dionis“ de Mihai Eminescu și „Corbul" de Edgar Allan Poe, regia Gavril Pinte
- „Grand Hotel“ de Gabriela Pantel, regia Mihai Lungeanu

### Debut
- Dan Vasile pentru regia spectacolului „Pelicanul“ de A. Strimdberg (Teatrul Național Vasile Alecsandri din Iași)
- Clara Flores pentru rolul Doamna Ina Terre din spectacolul „La Dallas“ de Oliver Bukovski (Teatrul Tineretului din Piatra Neamț)
- Marius Chivu  pentru rolul Henric II din spectacolul „Thomas a Becket“ de Jean Anouilh (Teatrul L.S.Bulandra)

### Premiul de excelență
- Liviu Ciulei

### Premiul pentru întreaga activitate
- critic teatral: Constantin Paraschivescu
- actor: Ion Lucian
- scenograf: Helmut Sturmer
- actriță: Rodica Tapalagă
- regizor: Cătălina Buzoianu

### Cea mai bună piesa românească a anului 2000
- www. nonstop. ro de Alina Nelega – reprezentată la Teatrul Ariel Târgu Mureș[2]